# Шубин, Алексей Петрович
 Алексе́й Петро́вич Шу́бин  (5 марта 1912 — 1 февраля 1986) — советский воин-артиллерист, участник Великой Отечественной войны, Герой Советского Союза (19.04.1945). Старшина.

## Биография
Родился 5 марта 1912 года в деревне Новоалексеевка Каинского уезда Томской губернии в крестьянской семье. После окончания семилетней школы работал в колхозе, затем в совхозе. В 1930 году переехал в город Барабинск. В 1934—1936 годах служил на срочной службе в Красной армии. После службы в армии работал строгальщиком в Барабинском паровозном депо.

#### Великая Отечественная война
В октябре 1941 года вновь призван в Красную армию Барабинским районным военкоматом. С августа 1942 года — на фронте. Весь боевой путь прошёл в составе 550-го стрелкового полка (126-я стрелковая дивизия, в этом полку воевал на Сталинградском, Южном, 4-м Украинском и 3-м Белорусском фронтах. Участник Сталинградской битвы (там был ранен в августе 1942 года), Донбасской, Мелитопольской, Крымской, Белорусской и Восточно-Прусской наступательных операций. Был ранен и даже считался погибшим 18 октября 1943 года и похороненным в деревне Новино Подорского района Новгородской области.
Командир батареи 45-мм пушек 550-го стрелкового полка (126-я стрелковая дивизия, 54-й стрелковый корпус, 43-я армия, 3-й Белорусский фронт) старшина Шубин особо отличился во время штурма Кёнигсберга. Из наградного листа:

Старшина Шубин в бою за овладение фортом № 5 севернее гор. Кёнигсберг 7 апреля 1945 года, поддерживая огнём своей батареи штурмующую группу, выкатил пушки на берег окружающего форт водного канала и открыл по амбразурам форта беглый огонь прямой наводкой. Заменив выбывшего из строя наводчика одной из пушек, старшина Шубин, невзирая на шквальный пулемётный огонь из форта, лично стал за орудие и десятью меткими выстрелами с дистанции 80 метров подавил огонь из трёх амбразур, тем самым дал возможность блокирующей группе приблизиться к стенам форта. В уличном бою в гор. Кёнигсберг 8 апреля 1945 года старшина Шубин, ведя огонь сам, лично уничтожил за день боя девять пулемётных точек противника, подбил три немецких бронетранспортёра и расстрелял из своего орудия до 35 немецкой пехоты.

Указом Президиума Верховного Совета СССР от 19 апреля 1945 года за образцовое выполнение боевых заданий командования на фронте борьбы с немецкими захватчиками и проявленные при этом отвагу и геройство старшине Шубину Алексею Петровичу присвоено звание Героя Советского Союза с вручением ордена Ленина и медали «Золотая Звезда».

#### Послевоенное время
В 1946 году демобилизован из армии. Жил в Днепропетровске. Работал на предприятии железнодорожного транспорта, затем слесарем на мясокомбинате.

## Награды
- медаль «Золотая Звезда» (19.04.1945)[5][6];
- орден Ленина (19.04.1945)[5][6];
- орден Отечественной войны 1-й степени (11.03.1985)[7];
- орден Отечественной войны 2-й степени (08.02.1945)[8];
- орден Красной Звезды (30.09.1943)[9];
- медаль «За боевые заслуги» (26.04.1943)[10];
- другие медали.

## Память

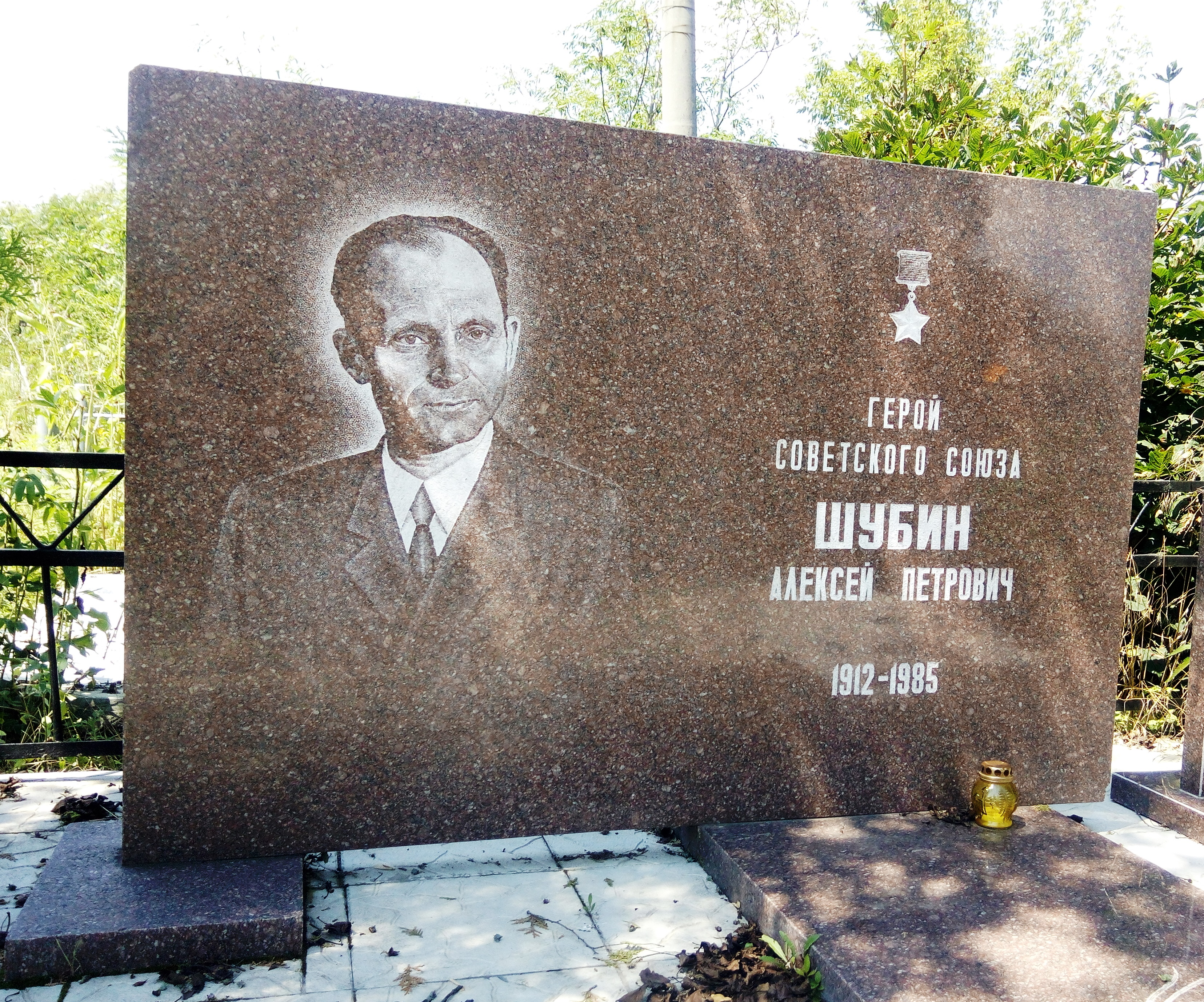
Могила Алексея Шубина на Сурско-Литовском кладбище в Днепре

- Могила Алексея Шубина на Сурско-Литовском кладбище в ДнепреВ городе Барабинске на Мемориале воинам-землякам установлен бюст Героя.
- На здании Барабинского локомотивного депо установлена мемориальная доска.
- В Калининграде на месте подвига Героя установлена памятная стела.
- Имя Алексея Шубина присутствует в списке Героев Советского Союза, уроженцев Новосибирского региона, на Монументе Славы в Новосибирске.

## Комментарии
1. ↑  Ныне Куйбышевский район, Новосибирская область, Россия.
2. ↑  В учётной карточке военнослужащего датой смерти указано 29 марта 1943 года, причиной смерти являлось отравление антифризом[3].